# ゴミ箱 (分類学)
生物の分類において、ある分類群に系統が異なるかもしれない雑多なものが入っていると見なされることがあり、そのような分類群を専門家は『ゴミ箱』と通称することがある。

## 概要
生物の分類を行う分類学では、個々の種を記載し、それらの似たものを纏めて上位の分類群を作ってゆく。この際の『似た』の意味は、類縁関係が近い、という意味であり、古くはそれを自然分類と称し、近代では進化系統的に近い、と考え、現在はその系統的距離を分子系統から推定することが出来ると考えられている。それは簡単には判断できないので、学問の進歩につれて纏め直しや見直しが行われてきた。しかしその過程においては類推や推測でそれらの関係を推定せざるを得ず、あやふやなままに纏めてしまう場合もあり得る。そんな中で特にあやふやであると多くの専門家が考えながらも纏めておかないと仕方がないので纏めた、というような分類群が生まれる。
例えば高等植物の場合、単子葉類ではユリ科、双子葉類ではトウダイグサ科が所属不明なままに纏められる群として知られてきた。双子葉類ではユキノシタ科もその一つで、若林(1997)は『“ゴミ受け場所”とも言われる』とはっきり書いてある。これらはゴミ箱の代表的な例である。
とある分類群がゴミ箱になる理由は様々である。例えばユリ科の場合、その特徴が祖先的な形質を纏めたようなものであったために多数の系統が含まれてしまったという風である。トウダイグサ科の場合は、それとは逆に他に例の少ない特殊な形質で纏めたために複数系統に出現した特殊な形態のものが纏められてしまった、というケースで、この類では花にまつわる構造が単純化しているために一層混乱が深まったようである。いずれにせよこれらの群は、現在では分子系統の情報などに基づいて再分類がなされている。

### トウダイグサ科の場合
トウダイグサ科は以下のような特徴で纏められた群である。
- 雌雄異株、あるいは同株の場合でも単性花、つまり雄花と雌花を別個につける。
- 心皮が3数性を取る。
- 花冠が退化的で萼との区別が不明瞭、あるいは小さくて色づくことがなく、時になくなっている。

特に2番目の特徴、具体的には心皮が三個、あるいは子房が3室という点は双子葉植物では比較的珍しいものである。
これは当初はかなりまとまった群とみられてきたが、これは植物学がヨーロッパを中心に行われてきたことに由来し、そこに熱帯域の植物の検討が入ると直接の系統的関係がないようなものが多数入ることになったものとされる。
また混乱が長く続いた理由としては、1つには花の構造が退化的で単純化されすぎており、分類学的に重要な特徴が多くなく、そのために収斂や平行進化が見抜きづらくなっていたことがあげられる。もう1つの問題点としては栄養器官の多様化と特殊化が著しい、という点がある。この群に含まれる植物の多様性があまりにも大きく、例えばトウダイグサ属には一年生の草本から木本、サボテン紛いの多肉植物までもが含まれている。そのために共通の特徴、例えばイネ科における葉舌のようなものが見出しがたく、そのために栄養体の比較検討が難しく、またそれに基づく誤同定からの記載の混乱なども多々あったという。
大場(1997)の時点でアワゴケ科、ユズリハ科は既にこの科から分離されており、この著者は『所属不明の得体の知れぬ植物というイメージは薄れた』と記しているが、それでも『多様だ』と述べているのは未だ雑多なものが含まれているとの判断を含むものかと思われる。
1994年の段階でトウダイグサ科は5亜科317属、約8000種を含んでいた。5亜科はトウダイグサ亜科、ハズ亜科、エノキグサ亜科、コミカンソウ亜科、オールドフィールディア亜科である。これらは現在では分子系統等の情報に基づいてその位置が見直され、それらは全てキントラノオ目に含まれはするものの多系統であることが判明し、トウダイグサ亜科、ハズ亜科、及びエノキグサ亜科の大部分がトウダイグサ科として残り、コミカンソウ亜科の大部分はコミカンソウ科に、それ以外のものは幾つかの他の科に含まれることになった。詳細についてはこの科の項を参照されたい。

### ユリ科の場合
古典的なユリ科は非常に多様なものを含んで例外が多いが、典型的には以下のような特徴で纏められたものである。
- 3数性
- 外花被片3枚、内花被片3枚。
- 雄しべは3本が輪になって配置したものが2輪、合計6本。
- 雌しべは中央に1本、子房は3室で柱軸胎座。

これは単子葉植物の基本形と言っていいが、従来の分類学ではこの型から逸脱したものをユリ科でない別群と認識して分ける、具体的には例えば子房下位となり、花序が散形になったものをヒガンバナ科、同じく子房下位となり、また雄しべの1つの輪が退化して雄しべが3本となったものをアヤメ科とする、といったことが行われてきた。
もっともユリ科の把握には歴史的な変遷や研究者ごとの把握の差異が多い。その記載時には7属を含むのみで、同時に記載されたクサスギカズラ科、イグサ科、スイセン科などには後にユリ科に含められた属が多数あり、ユリ科の範囲は狭いものだった。しかしそれ以降様々な属をユリ科に組み入れられることが行われ、エングラーが1888年に認めたユリ科は11亜科31連198属に及び、1930年にKrause が纏めたものは12亜科35連233属にまで達した。それらを細分する検討も行われてきたが、現在では分子系統によって独立科とされた群以外の従来のユリ科が側系統であることが示され、幾つもの科に分割されている。詳細はユリ科の項を参照のこと。

## 不完全菌類の場合
菌界における、いわゆる不完全菌類もゴミ箱的分類群として著名なもので、黒澤(2012)の冒頭に旧トウダイグサ科を指して『「不完全菌類 Fungi imperfecti」にもたとえられたような「ゴミ箱的」な科』と表現されている。
不完全菌類とは、子嚢菌と担子菌を含むいわゆる高等菌類の中で無性生殖(アナモルフ)のみで繁殖するものを纏めた群であった。この類の分類には有性生殖(テレオモルフ)が重要なので、それが見られなければまともに分類が出来ないためで、それらにテレオモルフが発見されればしかるべき位置におけるが、そうでない限りは分類のしようが無いためである。それにテレオモルフがそもそもない場合も考えられ、あっても確認が難しく、そのためにアナモルフで分類する必要があったのでもある。このためにこの類に関しては例外的に1つの種であってもテレオモルフとアナモルフに別個の学名を使うことも認められた(現在は基本的には1つの種に1つの学名を当てることが求められている)。
そのためにその分類はアナモルフの構造のみで行われ、具体的には分生子を個々の菌糸で形成するのか子実体様の構造を作るか、分生子の構造、それが丸いか細長いか、単細胞か多細胞か、そういった外見的な特徴で行われた。これがサッカルドー体系と言われるもので、きわめて人為分類的である。より系統関係を反映させようとした方法の1つが分生子形成型の観点ではあるが、いずれにしても系統関係を反映した自然分類にたどり着くのはほぼ不可能な状況である。つまり元来が系統関係を解明するのがほぼ不可能な状況で、それを諦めて人為的に分類体系を構築しようとしたのが不完全菌である。その点で上記のような群が自然分類を目指しながらいつの間にかゴミ箱になったのとは大きく異なっている。
このような状況も現在では分子系統によって形態にかかわらずにその系統的位置が推定できるため、大きく解消されている。そこに含まれていた菌類は子嚢菌と担子菌の分類体系に組み込まれ、分類階級としての不完全菌の分類群はその地位を無くしている。

## その他
ゴミ箱的分類群、といった言葉は多分に隠語的であり、公式の文章で触れられる機会は少ない。しかし上記を含め、多数の分類群で囁かれてきたものではあり、またそれらは往々に分子系統の情報が利用できるようになって整理された。ここでは近年になって大きく分割された代表的な群をあげてみる。詳細は各群の項を参照されたい。
- 動物：ほ乳綱食虫目・袋形動物
- 被子植物：ユキノシタ科・トウダイグサ科・ユリ科
- 菌類：鞭毛菌・接合菌・不完全菌
- 原生動物：鞭毛虫・肉質虫(特に太陽虫）・胞子虫